# Jared Huffman

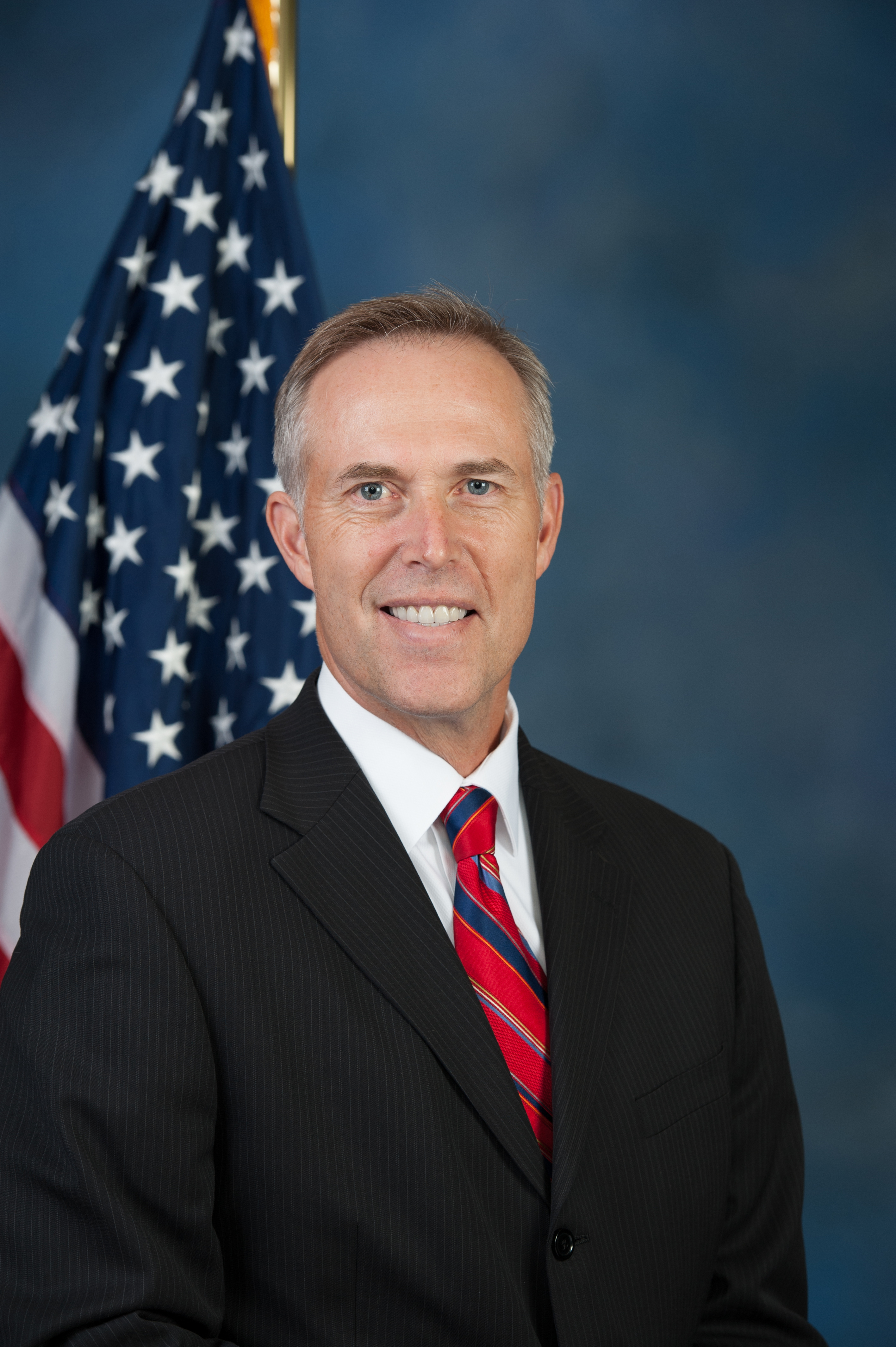
Jared Huffman (2013)

Jared William Huffman (* 18. Februar 1964 in Independence, Jackson County, Missouri) ist ein US-amerikanischer Rechtsanwalt und Politiker der Demokratischen Partei. Seit 2013 vertritt er den zweiten Sitz des Bundesstaats Kalifornien im US-Repräsentantenhaus.

## Privatleben
Jared Huffman besuchte die William Chrisman High School und studierte danach an der University of California in Santa Barbara politische Wissenschaften. Damals war er auch ein erfolgreicher Volleyballspieler. Im Jahr 1987 war er für sieben Monate Mitglied der amerikanischen Nationalmannschaft, die damals auf Platz eins der Weltrangliste stand. Nach einem Jurastudium am Boston College, welches er mit einem Juris Doctor abschloss, und seiner 1990 erfolgten Zulassung als Rechtsanwalt, begann er in diesem Beruf zu arbeiten. Dabei spezialisierte er sich auf Fragen des Verbraucherschutzes. Gleichzeitig schlug er als Mitglied der Demokratischen Partei eine politische Laufbahn ein.
Jared Huffman ist verheiratet und hat zwei Kinder. Privat lebt die Familie in San Rafael. Er bezeichnet sich als nicht-religiösen Humanisten. 2018 erhielt er den Emperor Has No Clothes Award der Freedom From Religion Foundation.

## Politik
Von 2001 bis 2006 war er Vorstandsmitglied des Wasserbezirks im Marin County; von 2006 bis 2012 saß er als Abgeordneter in der California State Assembly. Aufgrund von Amtszeitbeschränkungen, konnte er dort nicht erneut antreten.
Bei den Kongresswahlen des Jahres 2012 wurde Huffman im zweiten Wahlbezirk von Kalifornien in das US-Repräsentantenhaus gewählt, wo er am 3. Januar 2013 die Nachfolge von Wally Herger antrat. Dabei erreichte er einen Stimmenanteil von mehr als 70 Prozent gegen seinen republikanischen Kontrahenten Dan Roberts.
Die offene Primary (Vorwahl) für die Wahlen 2022 am 7. Juni 2022 gewann er mit 68,7 % klar. Dadurch trat er am 8. November 2022 gegen Douglas Brower von der Republikanischen Partei an. Er entschied diese Wahl mit 66,9 % der Stimmen deutlich für sich und ist dadurch auch im Repräsentantenhaus des 118. Kongresses vertreten. Bei der Vorwahl zur Kongresswahl 2024 qualizierten sich Huffman (73,4 %) und auf republikanischer Seite Chris Coulombe (16,4 %) für die Stichwahl im 2. Kongresswahlbezirk. In der Hauptwahl 2024 schlug Huffman Coulombe mit 71,9 %.

### Ausschüsse
Huffman ist aktuell Mitglied in folgenden Ausschüssen des Repräsentantenhauses:
- Committee on Natural Resources
  - Energy and Mineral Resources
  - Water, Wildlife and Fisheries
- Committee on Transportation and Infrastructure
  - Economic Development, Public Buildings, and Emergency Management
  - Highways and Transit
  - Railroads, Pipelines, and Hazardous Materials
  - Water Resources and Environment

Zuvor war er auch Mitglied im Select Committee on the Climate Crisis sowie im Committee on the Budget.

### Positionen
Huffman hat sich wiederholt für Maßnahmen gegen die globale Erwärmung ausgesprochen.